# Cryptocarya moschata
Cryptocarya moschata är en lagerväxtart som beskrevs av Nees & Mart.. Cryptocarya moschata ingår i släktet Cryptocarya och familjen lagerväxter. Inga underarter finns listade i Catalogue of Life.